# Dissociativ amnesi
Dissociativ amnesi eller psykogen amnesi är en dissociativ störning och minnesstörning, som kännetecknas av att personen glömmer händelser som är så viktiga att det är onormalt att glömma dem. Det uppkommer som regel i ung, vuxen ålder.
Dissociativ amnesi är en förhållandevis vanlig form av dissociativ störning och som sådan en psykisk störning som uppkommer i direkt anslutning till ett trauma eller extrem stress. Till skillnad från de flesta psykiska sjukdomarna är individens medfödda eller förvärvade sårbarhet mycket lägre och stressen som utlöser ohälsan av mycket allvarligare slag (jämför stress–sårbarhetsmodellen). 
Såsom en dissociativ störning är dissociation det främsta kännetecknet på störningen. Dissociation är en form av försvarsmekanism, som i viss utsträckning är normal. När centrala funktioner som minnet sätts ur spel, kan det dock betraktas som en störning, vilket är fallet med diagnosen dissociativ amnesi.
Specifikt för denna diagnos, är att dissociationen framför allt drabbar minnesfunktionen. För omgivningen yttrar sig detta genom att personen inte kan komma ihåg traumatiska eller extremt stressfyllda händelser, till exempel olyckor, brott, situationer som inger överväldigande skam- eller skuldkänslor samt att minnesnedsättningen är varierande men bestående angående händelsen. Amnesin är oftast retrograd: Det är inte en fråga om en oförmåga att bilda minnen (som vid atrofi av hippocampus) utan om att hämta upp dem till medvetandet. Tillståndet kan förklaras med att glukokortikoidreceptorerna i hippocampus blir överhettade efter alltför stark eller långvarig kortisolstegring. Eftersom hippocampus är svagare under uppväxten, uppkommer störningen som regel i tämligen ung ålder. Under känslomässig stress kan också serotonin-, noradrenalin- och dopaminaktiviteten i amygdala förändras, vilket kan förklara minnesproblemen.
Liknande minnesbortfall kan uppkomma av fysiska sjukdomar eller under påverkan av droger; situationer som dock inte i så fall räknas som psykiska störningar. Vid dissociativ amnesi glömmer personen sådana händelser utan att glömskan kan förklaras med en organisk sjukdom (till exempel genom neurodegenerativ demens, giftstruma eller vanlig glömska). Vid till exempel demens eller under drogpåverkan är minnesbortfallet som regel totalt. Vid dissociativ amnesi är glömskan som regel partiell och de minnen som bevarats suddiga (fullständig glömska kallas dissociativ fugue). Vad den drabbade kan minnas och glömma kan variera från en dag till en annan.
Det kan förekomma komorbiditet med andra psykiska störningar, dock är det ovanligt med svår depression. Svårast är att skilja dissociativ amnesi från simulering och falska minnen. Personer med dissociativ amnesi har ofta ett behov av att få uppmärksamhet i sociala sammanhang, men kan i vissa sammanhang vara påfallande tyst accepterande och hålla sig i bakgrunden.